# Enrico IV di Brunswick-Lüneburg
Enrico IV di Brunswick-Lüneburg, detto "Enrico il Vecchio" o "Enrico il Demonio (24 giugno 1463 – Leerort, 23 giugno 1514), fu duca di Brunswick-Lüneburg e principe di Wolfenbüttel dal 1491 fino alla sua morte.

## Biografia
Il padre di Enrico, Guglielmo IV di Brunswick-Lüneburg, abdicò nel 1491, lasciando il governo di Wolfenbüttel ai suoi due figli, Enrico (il più anziano) ed Eric. Nel 1494, i fratelli divisero i possedimenti tra di loro, ed Enrico ricevette la parte ad est dello stato, con le città di Brunswick e Wolfenbüttel.
A partire dal 1492, Enrico pose l'assedio alla città di Brunswick per un anno e mezzo perché si opponeva al pagamento delle tasse; l'assedio si concluse con un compromesso. Nel 1501, Enrico attaccò la Frisia, perché i frisoni trattenevano entro i propri confini l'Arcivescovato di Brema, dove Cristoforo, figlio di Enrico, era coadiutore, ma sovvertì la campagna.
Nel 1511, Enrico, assieme ad altri membri della casa di Brunswick-Lüneburg, conquistò la contea di Hoya, che si era rifiutata di riconoscere il Brunswick-Lüneburg come signore. Un secondo attacco alla Frisia avvenne nel 1514 che portò alla morte di Enrico; venne colpito alla testa durante l'assedio del Castello di Leerort.

## Matrimonio ed eredi
Enrico sposò nel 1486 Caterina, figlia di Eric II di Pomerania-Wolgast, da cui ebbe nove figli:
- Cristoforo, arcivescovo di Brema (ca. 1487 - 1558);
- Caterina, andata sposa a Magnus I, duca di Sassonia-Lauenburg;
- Enrico, duca di Brunswick-Lüneburg con il nome di Enrico V;
- Francesco, vescovo di Minden (c. 1492 - 1529);
- Giorgio, arcivescovo di Brema (1494-1566);
- Eric (c. 1500 - 1553), cavaliere dell'Ordine Teutonico;
- Guglielmo (? - c. 1557), cavaliere dell'Ordine Teutonico;
- Elisabetta, badessa di Steterburg;
- Giovanni (morto infante).

## Ascendenza
|                                     |   |                                | Genitori                     |  |  | Nonni |  |  | Bisnonni                     |  |  | Trisnonni                           |  |
|                                     |   |                                |                              |  |  |       |  |  | Enrico di Brunswick-Lüneburg |  |  | Magnus II di Brunswick-Wolfenbüttel |  |
|                                     |   |                                |                              |  |  |       |  |  | Enrico di Brunswick-Lüneburg |  |  | Magnus II di Brunswick-Wolfenbüttel |  |
|                                     |   | Caterina di Anhalt-Bernburg    |                              |  |  |       |  |  | Enrico di Brunswick-Lüneburg |  |  |                                     |  |
| Guglielmo di Brunswick-Lüneburg     |   |                                |                              |  |  |       |  |  | Enrico di Brunswick-Lüneburg |  |  |                                     |  |
|                                     |   | Sofia di Pomerania             | Vartislao VI di Pomerania    |  |  |       |  |  |                              |  |  |                                     |  |
|                                     |   | Sofia di Pomerania             | Vartislao VI di Pomerania    |  |  |       |  |  |                              |  |  |                                     |  |
|                                     |   | Sofia di Pomerania             | …                            |  |  |       |  |  |                              |  |  |                                     |  |
| Guglielmo IV di Brunswick-Lüneburg  |   | Sofia di Pomerania             |                              |  |  |       |  |  |                              |  |  |                                     |  |
|                                     |   | Federico I di Brandeburgo      | Federico V di Norimberga     |  |  |       |  |  |                              |  |  |                                     |  |
|                                     |   | Federico I di Brandeburgo      | Federico V di Norimberga     |  |  |       |  |  |                              |  |  |                                     |  |
|                                     |   | Federico I di Brandeburgo      | Elisabetta di Meißen         |  |  |       |  |  |                              |  |  |                                     |  |
| Cecilia di Brandeburgo              |   | Federico I di Brandeburgo      |                              |  |  |       |  |  |                              |  |  |                                     |  |
|                                     |   | Elisabetta di Baviera-Landshut | Federico di Baviera-Landshut |  |  |       |  |  |                              |  |  |                                     |  |
|                                     |   | Elisabetta di Baviera-Landshut | Federico di Baviera-Landshut |  |  |       |  |  |                              |  |  |                                     |  |
|                                     |   | Elisabetta di Baviera-Landshut | Maddalena Visconti           |  |  |       |  |  |                              |  |  |                                     |  |
| Enrico IV di Brunswick-Lüneburg     |   | Elisabetta di Baviera-Landshut |                              |  |  |       |  |  |                              |  |  |                                     |  |
|                                     | … | …                              |                              |  |  |       |  |  |                              |  |  |                                     |  |
|                                     | … | …                              |                              |  |  |       |  |  |                              |  |  |                                     |  |
|                                     | … | …                              |                              |  |  |       |  |  |                              |  |  |                                     |  |
| Bodo VII di Stolberg-Werningerode   | … |                                |                              |  |  |       |  |  |                              |  |  |                                     |  |
|                                     |   | …                              | …                            |  |  |       |  |  |                              |  |  |                                     |  |
|                                     |   | …                              | …                            |  |  |       |  |  |                              |  |  |                                     |  |
|                                     |   | …                              | …                            |  |  |       |  |  |                              |  |  |                                     |  |
| Elisabetta di Stolberg-Werningerode |   | …                              |                              |  |  |       |  |  |                              |  |  |                                     |  |
|                                     |   | …                              | …                            |  |  |       |  |  |                              |  |  |                                     |  |
|                                     |   | …                              | …                            |  |  |       |  |  |                              |  |  |                                     |  |
|                                     |   | …                              | …                            |  |  |       |  |  |                              |  |  |                                     |  |
| …                                   |   | …                              |                              |  |  |       |  |  |                              |  |  |                                     |  |
|                                     |   | …                              | …                            |  |  |       |  |  |                              |  |  |                                     |  |
|                                     |   | …                              | …                            |  |  |       |  |  |                              |  |  |                                     |  |
|                                     |   | …                              | …                            |  |  |       |  |  |                              |  |  |                                     |  |
|                                     |   | …                              |                              |  |  |       |  |  |                              |  |  |                                     |  |